# Betafo
Betafo – miasto o statusie gminy miejskiej (kaominina) w środkowej części Madagaskaru w regionie Vakinankaratra, w dawnej prowincji Antananarywa. W 2005 roku liczyło 27 787 mieszkańców.
W pobliżu miasta przepływa rzeka Landratsay. Na terenie miasta położone jest jezioro Tatamarina.
Przez miejscowość przebiega droga Route nationale 34. Betafo położone jest 191 km od stolicy kraju, Antananarywy.
W okolicy miasta znajdują się nawadniane pola ryżowe, które były nominowane do wpisana na listę światowego dziedzictwa UNESCO w 1997 roku.
Od nazwy miejscowości pochodzi nazwa promieniotwórczego minerału metamiktycznego, betafitu.